# Railroad Tycoon (serie)
Sid Meier's Railroad Tycoon es un juego de simulación de negocios. Hay cinco versiones, la original de Railroad Tycoon (1990), Railroad Tycoon Deluxe (1993), Railroad Tycoon II (1998), Railroad Tycoon 3 (2003), y Sid Meier's Railroads! (2006).
Railroad Tycoon fue escrito por el diseñador de juegos Sid Meier y publicado por MicroProse y aunque comparten el sufijo "Tycoon", no están relacionado con otros juegos de Microprose como RollerCoaster Tycoon o Transport Tycoon, que fueron desarrollados por el escocés programador Chris Sawyer.
El objetivo del juego es construir y gestionar una compañía de ferrocarril poniendo la pista, la construcción de estaciones, y la compra y la programación de los trenes. El ferrocarril debe ser construido en un tiempo determinado para ganar el juego.